# Johann Mörk von Mörkenstein
Johann Mörk von Mörkenstein (* 1846 in Graz; † 1. August 1912 in Ischl) war Kaiserlich und Königlich österreichisch-ungarischer General der Infanterie.
Seine Eltern waren der k.k. Hauptmann Johann Mörk von Mörkenstein (* 20. Juni 1790; † 15. November 1868) und dessen Ehefrau Marie Kinzel († 1897).
Er kam im Jahr 1865 als Unterleutnant aus der Genieakademie zum Infanterie-Regiment Nr. 45. Danach machte er 1866 den Feldzug gegen Preußen mit. Anschließend besuchte er die Kriegsschule und wurde 1873 zum Oberleutnant befördert und dem Generalstab zugeteilt. Dort wurde er 1874 Hauptmann und 1876 in das Generalstabskorps übernommen. In diesem fand er in den verschiedensten Stellen Verwendung, so befehligte von 1883 bis 1891 die Infanterie-Kadettenschule in Triest. Im Jahr 1884 wurde er Major, 1889  Oberstleutnant und 1891 zum Oberst. Er kam dann als Kommandant in das Infanterie-Regiment Nr. 102. 1897 erhielt er die 3. Infanterie-Brigade als Generalmajor und wurde am 1. November 1901 zum Feldmarschalleutnant befördert. Er befehligte dann zunächst die 35. Infanterie-Truppendivision in Klausenburg später die 31. Infanterie-Truppendivision in Budapest. Im Mai 1907 wurde der General Kommandant des 6. Korps und kommandierender General in Kaschan und dazu zum General der Infanterie ernannt. Dazu erhielt er die Würde eines Geheimen Rats und wurde Inhabers des  Infanterie-Regiments Nr. 69. Im Mai 1910 trat er in den Ruhestand.
Mörk heiratete am 3. Februar 1877 Irma Bobretzky Edle von Arvenau (* 2. Februar 1858).